# Эйлит ап Кинан
Эйлит ап Кинан (погиб 5 августа 642) — король Поуиса (613/615—642), сын Кинана Гаруина. У Эйлита (Эйлудда), был точно сын по имени Тифид, где Эйлит идентифицируется, как сын Кинана Гаруина., и упоминается также по имени Элиуд.

## Биография
В 613 году Эйлит ап Кинан участвовал в битве при Честере, от войск Поуиса, во главе с его братом Селивом, где кельтская коалиция была побеждена. Он был одним из тех, кто выжил.
По возвращении в Поуис он сверг своего малолетнего племянника Манугана и сам стал королём Поуиса.
В 642 году он объединился с армией Мерсии против Нортумбрии: в битве при Майс-Когви армия союзников победила нортумбрийцев, но сам Эйлит пал в сражении.
Ему наследовал Мануган. Считается, что Бели, который позже стал королем Поуиса, был сыном Эйлита. По другой версии, этот Бели, был еще одним сыном Селива. Поздние генеалогии и вовсе ошибочно делают этого Бели сыном Манугана.